# Early Singles+
『Early Singles+』（アーリー・シングルスプラス）は2000年4月19日にSony Recordsから発売されたBluem of Youthの初のベスト・アルバム。

## 収録曲
特記以外　作詞：別所悠二/作曲・編曲：松ヶ下宏之
1. 最後の願い (5:16)
1stシングル。
2. The river goes on... (5:39)
作詞：松ヶ下宏之
3. 10 Calls After (5:16)
作詞：松ヶ下宏之
2ndシングル。
4. Truth (4:41)
3rdシングル。
5. Winnin' Tonight (5:42)
6. Close by your side (5:36)
7. Time goes by...君がいるだけで (4:41)
編曲：鳥山雄司・松ヶ下宏之
5thシングル。
8. Garden (5:10)
編曲：今井裕・松ヶ下宏之
6thシングル。
9. ロシアンルーレット (4:27)
編曲：森俊之
7thシングル。
10. 声 (5:15)
編曲：松本晃彦
8thシングル。
11. Love Butterfly (5:11)
12. 線路沿いの恋 (5:57)
4thシングル。